# Starcie tytanów
Starcie tytanów (ang. Clash of the Titans) – film fantasy z 2010 roku w reżyserii Louisa Leterriera, który nakręcono jako remake filmu z 1981 roku pod tytułem Zmierzch tytanów. Oparty jest na micie greckim o Perseuszu, synu najważniejszego greckiego boga, króla bogów – Zeusa.
Film w kinach był dostępny w wersji 3D.

## Fabuła
Perseusz,  półboski syn Zeusa, wychowany przez zwykłych śmiertelników, nieświadomy swojego pochodzenia, nie jest w stanie uratować swojej rodziny przed Hadesem – mściwym bogiem świata zmarłych. Nie mając nic do stracenia, mężczyzna zgłasza się na ochotnika, by poprowadzić wyprawę do zaświatów - Hadesu - niedostępnych dla śmiertelników i pokonać go, zanim ten odbierze moc Zeusowi i sprowadzi na ziemię chaos. Wraz z grupą śmiałych wojowników wyrusza w ryzykowną podróż, podczas której będzie walczyć z groźnymi demonami i strasznymi bestiami. Przeżyje tylko wtedy, jeśli uwierzy w swoją boską moc.

## Obsada
- Sam Worthington – Perseusz
- Liam Neeson – Zeus
- Ralph Fiennes – Hades
- Alexa Davalos – Andromeda
- Mads Mikkelsen – Draco
- Jason Flemyng – Akrizjos/Calibos
- Gemma Arterton – Io
- Danny Huston – Posejdon
- Tamer Hassan – Ares
- Izabella Miko – Atena
- Pete Postlethwaite – Spyros
- Polly Walker – Kasjopeja
- Luke Evans – Apollo
- Nathalie Cox – Artemida
- Nina Young – Hera
- Kaya Scodelario – Peshet
- Nicholas Hoult – Eusabios
- Ian Whyte – Sheik Suleiman
- Agyness Deyn – Afrodyta
- Paul Kynman – Hefajstos
- Alexander Siddig – Hermes
- Charlotte Comer – Demeter
- Jane March – Hestia
- Natalja Wodianowa – Meduza
- Hans Matheson – Ixas
- Mouloud Achour – Kucuk
- Liam Cunningham – Solon
- Ross Mullan – Pemphredo